# Farum Park
Farum Park, grundet sponsorat også kendt som Right to Dream Park, er et fodboldstadion i Farum. Det er hjemmebane for Superligaholdet FC Nordsjælland. 
Banen har endvidere været brugt af FC Zulu og Danmarks U/21-fodboldlandshold.
Banen er 105×68 meter og kan rumme 9.800 siddende og 500 stående tilskuere. Lysanlægget er på 1500 lux.
Udover stadionet byder Farum Park på hotel- og konferencefaciliteter samt en restaurant/café (“Sepp“).
I 2012 fik FC Nordsjælland anlagt kunstgræs bane som den første Superligaklub i Danmark. 

## Nyt navn
I april 2016 indgik FC Nordsjælland et samarbejde med ungdomsakademiet Right to Dream, hvilket medfører at Farum Park skifter navn til Right to Dream Park.